# Поль, Павел Николаевич
Павел Николаевич Поль (настоящая фамилия Синицын, 1887—1955) — советский актёр театра и кино, народный артист РСФСР (1947).

## Биография
Родился 28 апреля (10 мая по новому стилю) 1887 года.
Первоначально выступал в любительских спектаклях. С 1904 года играл с профессиональными актерами в Народном доме в Сокольниках и в московском «Аквариуме». С 1908 года работал в театрах Сибири, Архангельска и Новороссийска, где исполнял комедийные роли, впоследствии работал в театрах миниатюр.
С 1919 года П. Н. Поль — артист Тбилисского драматического театра, затем работал в театрах Кисловодска, Пятигорска, Владикавказа. В 1922 году Поль работал в московском театре «Кривой Джимми», в 1924 году — в бывшем театре Корша (Москва). Затем участвовал в организации Московского театра сатиры, в котором впоследствии работал. Также снимался в кино.
Умер в 1955 году в Москве. Похоронен на Новодевичьем кладбище (4 участок, 55 ряд). Вместе с ним похоронена жена — Синицына Евгения Васильевна (1896—1974).

## Награды
- Заслуженный артист Республики (1934)
- Народный артист РСФСР (1947)
- Награждён орденом «Знак Почёта».[2]

## Творчество

### Фильмография
- 1924 год — «Аэлита» − Эрлих
- 1925 год — «Дорога к счастью» − Павел, муж Елены
- 1927 год — «Солистка его величества» − Миша Марусевич, секретарь Матильды
- 1927 год — «Девушка с коробкой» − Николай Матвеевич Трагер, муж мадам Ирэн
- 1929 год — «Торговцы славой» − Берлюро, спекулянт
- 1954 год — «Запасной игрок» − композитор Днепровский